# 칼라시니코프 소총

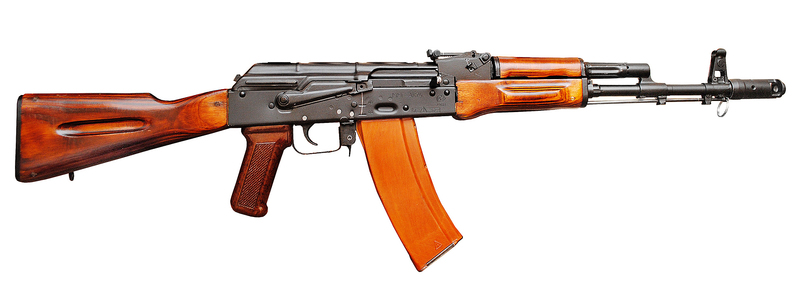
1974년형 칼라시니코프(AK-74)

칼라시니코프 자동소총(러시아어: автомат Калашникова; АК 압따마뜨 칼라시니코바; 아카[*], 영어: Kalashnikov rifle)은 소련 사람 미하일 칼라시니코프의 설계에 따른 일련의 돌격소총(러시아식 분류로는 자동소총) 시리즈이다. 본래 소련의 이즈마시에서 제작했으나 오늘날에는 전세계의 여러 업체에서 생산 유통하고 있다.

## 주요 형식
| 형식           | 탄약      | 개발연도 | 제조사                   |
| -------------- | --------- | -------- | ------------------------ |
| AK-47          | 7.62×39mm | 1947년   | 이즈마시 외              |
| AKM            | 7.62×39mm | 1959년   | 이즈마시, 툴라 병기창 외 |
| AK-74          | 5.45×39mm | 1974년   | 이즈마시                 |
| AK-105         | 5.45×39mm | 1994년   | 이즈마시                 |
| AK-103, AK-104 | 7.62×39mm | 1994년   | 이즈마시                 |
| AK-101, AK-102 | 5.56×45mm | 1994년   | 이즈마시                 |